# Pavia (Mora)
Pavia es una freguesia portuguesa del concelho de Mora, con 185,28 km² de superficie y	1166 habitantes (2001). Su densidad de población es de 6,3 hab/km².